# Isolello
Isolello è una frazione del comune italiano di Cappella de' Picenardi.

## Storia
Isolello è un piccolo centro abitato di antica origine, appartenuto alla Provincia Inferiore del Contado di Cremona.
Nel 1786 passò alla nuova provincia di Bozzolo (poi detta di Casalmaggiore), per tornare alla provincia di Cremona nel 1791.
In età napoleonica (1810) il comune d'Isolello fu soppresso ed aggregato a Torre dei Malamberti; recuperò l'autonomia nel 1816, in seguito all'istituzione del Regno Lombardo-Veneto.
All'Unità d'Italia (1861) il comune d'Isolello contava 162 abitanti. Nel 1867 venne aggregato a Cappella de' Picenardi.